# Tetracnemus
Tetracnemus (лат.) — род мелких паразитических хальцидоидных наездников из семейства Encyrtidae. Около 30 видов (для бывшего СССР указывалось 7 видов; в Палеарктике 12 видов). Эндопаразиты мучнистых червецов (Pseudococcidae). Длина 1—2 мм. Жгутик усика 6-члениковый. Лапки 5-члениковые. Места прикрепления антенн расположены у края рта. Типовой род подсемейства
Tetracneminae.
- Tetracnemus americanus (Girault, 1916)
- Tetracnemus ashmeadi Noyes & Woolley, 1994
- Tetracnemus australiensis (Girault, 1915)
- Tetracnemus avetianae Herthevtzian, 1978
- Tetracnemus bakeri (Ashmead, 1900)
- Tetracnemus bifasciatellus (Mercet, 1919)
- Tetracnemus brevicollis (Ashmead, 1900)
- Tetracnemus cnaeus Sharkov, 1986
- Tetracnemus colocensis (Erdös, 1946)
- Tetracnemus deccanensis (Mani & Kaul, 1974)
- Tetracnemus diversicornis Westwood, 1837typus[3]
- Tetracnemus floridanus Ashmead, 1885
- Tetracnemus gracilis (Howard, 1892)
- Tetracnemus hemipterus (Girault, 1916)
- Tetracnemus heterocornis Mani & Saraswat, 1974
- Tetracnemus heydeni (Mayr, 1876)
- Tetracnemus hispanicus (Mercet, 1921)
- Tetracnemus hofferi Szelényi, 1971
- Tetracnemus kozlovi Sharkov, 1984[6]
- Tetracnemus longipedicellus Xu, 2000
- Tetracnemus maculipennis (De Santis, 1964)
- Tetracnemus marilandia (Girault, 1917)
- Tetracnemus narendrani Hayat & Kazmi, 1999
- Tetracnemus patro Noyes, 2000
- Tetracnemus peliococci Myartseva, 1979
- Tetracnemus peninsularis (Mani & Saraswat, 1974)
- Tetracnemus perspicuus Hayat & Kazmi, 1999
- Tetracnemus phragmitis Myartseva, 1982
- Tetracnemus simillimus (Hoffer, 1953)
- Tetracnemus subapterus (Ashmead, 1900)
- Tetracnemus terminassianae Herthevtzian, 1978
- Tetracnemus tertius (Girault, 1917)
- Tetracnemus texanus (Howard, 1892)